# 飛騨市立河合中学校
飛騨市立河合中学校（ひだしりつ　かわいちゅうがっこう）は、かつて岐阜県飛騨市に存在した公立中学校。

## 概要
- 飛騨市河合町（旧・吉城郡河合村）の中学校であった。2011年、隣町の飛騨市立宮川中学校とともに飛騨市立古川中学校に統合され廃校。
- 校舎は飛騨市立河合小学校の校舎として使用されている。

## 沿革
河合中学校は1962年に新設された中学校であるが、1948年に旧来の河合中学校が分立した5つの中学校（羽根中・保中・元田中・稲越中・角川中）を統合した中学校である。ここでは旧来の河合中学校を河合中学校〈旧〉と表記する。
- 1947年（昭和22年）4月1日 - 河合村に河合村立河合中学校〈旧〉が開校。本校は角川小学校の校舎の一部を使用。羽根学校に羽根分校、保小学校に保分校、元田小学校に元田分校、稲越小学校に稲越分校を設置。
- 1948年（昭和23年）4月1日 - 河合中学校が廃校。羽根中学校、保中学校、元田中学校、稲越中学校、角川中学校が開校する。
- 1960年（昭和35年） - 中学校統合準備委員会を設置。
- 1962年（昭和37年）4月1日 - 羽根中学校、保中学校、元田中学校、稲越中学校、角川中学校を統合し、新たな河合中学校が開校。名目上の統合であり、旧来の中学校を羽根教室、保教室、元田教室、稲越教室、角川教室を設置。
- 1963年（昭和38年）
  - 4月1日 - 羽根教室を廃止。
  - 8月27日 - 元田教室、保教室、稲越教室を廃止。
  - 11月 - 新校舎が完成。角川教室を廃止。
- 2004年（平成16年）2月1日 - 古川町、神岡町、宮川村、河合村が合併し、飛騨市が発足。同時に飛騨市立河合中学校に改称する。
- 2011年（平成23年）
  - 3月31日 - 古川中学校に統合され、廃校。
  - 9月 - 河合小学校が旧・河合中学校校舎に移転する。